# Нас мало (фильм, 1996)
«Нас мало» (лит. Mūsų nedaug) — литовский драматический художественный фильм Шарунаса Бартаса 1996 года. Фильм снят на цветную 35 миллиметровую пленку. Премьера состоялась в мае 1996 года на 49-м Каннском кинофестивале в рамках программы «Особый взгляд». В фильме, как и в предыдущих работах Бартаса отсутствуют диалоги.

## Предыстория
К теме исчезающего народа Бартас уже обращался в своем дебютном короткомтеражном 25-ти минутном фильме «Тофолария» в 1985 году. Фильм «Тофолария» участвовал во множестве фестивалей в качестве любительского кино, а также был отобран на фестиваль любительского неигрового кино при ЮНЕСКО. В интервью журналу Сеанс Бартас заявил, что его давно интересовала тема изгнанного народа: 
Был в Сибири такой народ тофалары, которому в 1967 году запретили кочевать из-за того, что… Ну, просто советская власть решила, что хватит вам кочевать, и загнала этот народ в три деревушки. И они там сгнили, потому что они не умеют так жить. Я там был. Этот народ был неприспособлен жить в домах.
Меня три раза вызывали в Союз кинематографистов, чтобы я вырезал некоторые кадры из фильма «Тофолария». Потому что это была политическая вещь, и они не хотели признать, что уничтожили, меняя образ жизни, много таких вот маленьких народов. Этот народ был разрушен, спился. При этом всегда говорили только о том, что американцы уничтожили индейцев, и так далее. 
В «Нас мало» нет такого… Но то, что ты видишь — это последствия уничтожения. Хотя не об этом фильм. Не об этом. Но эта составляющая существует, правда. Это база происходящего в фильме.Шарунас Бартас, Журнал «Сеанс»
В интервью с Сильви Прас для «Seul le cinéma» Бартас сказал, что впервые поучаствовал в экспедиции на каноэ по востоку Саянских гор в возрасте 16-ти лет.

## Сюжет
Кто эта девушка, которая так пристально смотрит в окно вертолета на дикий, бескрайний пейзаж Саян? Что она ищет на этой земле, нетронутой цивилизацией, на земле, где обитают тофолары - люди, о которых забыл даже Бог?
Фильм снят на территории гор Саяны в Сибири, Россия.

## В ролях
| Актёр              | Роль         |
| ------------------ | ------------ |
| Екатерина Голубева | главная роль |
| Сергей Тулаев      | главная роль |
| Евгений Морозов    | главная роль |
| Владимир Попов     |              |
| Константин Еремеев |              |
| Юлия Иноземцева    |              |
| Минору Хидэсима    |              |

## Съемочная группа
- Шарунас Бартас — режиссер, сценарист, продюсер, оператор
- Виктор Копытько — комопзитор
- Владимир Головницкий — звукорежиссер
- Мингилье Мурмулайтине — монтажер

## Премьера и показы
Премьера состоялась в мае 1996 года на 49-м Каннском кинофестивале, Франция в рамках программы «Особый взгляд». 
В том же году фильм был представлен на Международном Брюссельском кинофестивале, Бельгия; на Венском международном кинофестивале, Австрия; на фестивале «Киношок», Россия; на Международном кинофестивале в Хайфе, Израиль;  Международном кинофестиваль в Сан-Паулу, Бразилия; на Международной выставке «Reminicinema», Италия;  Международном кинофестивале в Салониках, Греция; Международном кинофестивале в Токио, Япония; на  Международном кинофестивале в Мар-дель-Плата, Аргентина.
В 1997 году фильм показали на Гётеборгском кинофестивале, Швеция; на Международном кинофестивале в Гонконге, Китай; на Европейском кинофоруме в Страсбурге, Франция; на Гамбургском кинофестивале, Германия; на кинофестивале Cinema Jove в Валенсии, Испания.
В 1999 году фильм был представлен в Голливуде, Калифорния, США в театре «Vogue» в рамках серии «Ультрасовременное одиночество».  
Также фильм был показан в 2003 году в кинотеатре при Гарвардском киноархиве, Кембридж, США, в рамках ретроспективы режиссера. В том же году Художественный музей Беркли и Тихоокеанский киноархив (BAMPFA) провели ретроспективу, в рамках которой был показан «Нас мало».  
В 2014 году «Нас мало» появился на Роттердамском кинофестивале в программе «Таинственные объекты - 25 лет фонду Хуберта Балса».
В 2015 году на 15-м Международном кинофестиваль «Новые Горизонты» во Вроцлаве, Польша была проведена ретроспектива фильмов Бартаса, в рамках которой был показан фильм. 
«Нас мало» также был представлен в 2016 году в рамках ретроспективы, проведенной Центром Помпиду во Франции.
В 2018 году во Французской синематике прошла ретроспектива литовского кино, в рамках которой была показана картина Бартаса.

## Награды
Фильм стал обладателем награды «Золотой призер» на Международном Брюссельском кинофестивале, Бельгия.
Фильм также получил награду за лучшую режиссуру на ВИЕННАЛЕ, Австрия и был отмечен в номинации «Выбор критиков» на фестивале Киношок, Россия.

## Критика
Тони МакКиббин в 2005 году опубликовал статью в «Senses of Cinema», в которой охарактеризовал персонажей, созданных Бартасом в фильме «Нас мало»: «Персонажи покидают общество не потому, что, кажется, есть что-то лучшее в другом месте, а потому, что нет ничего, что могло бы держать их там, где они находятся», а также отметил влияние писателя Льюиса Кэрролла: «Если у Кэрролла бессмыслица (нонсенс) проявляется главным образом в языке, то у Бартаса бессмыслица (нонсенс) проявляется главным образом в отсутствии языка. Бессмыслица (нонсенс) была впитана в лицо и тело, здания и топографию».
Газета Los Angeles Times охарактеризовала фильм, как произведением, способное «вызывать чувство одиночества и отчаяния», из-за того, что исполнено в «медленном и строгом темпе».
Питер Кио назвал фильм «одним из самых последовательных в повествовании» из всех фильмов Бартаса.